# Modifié

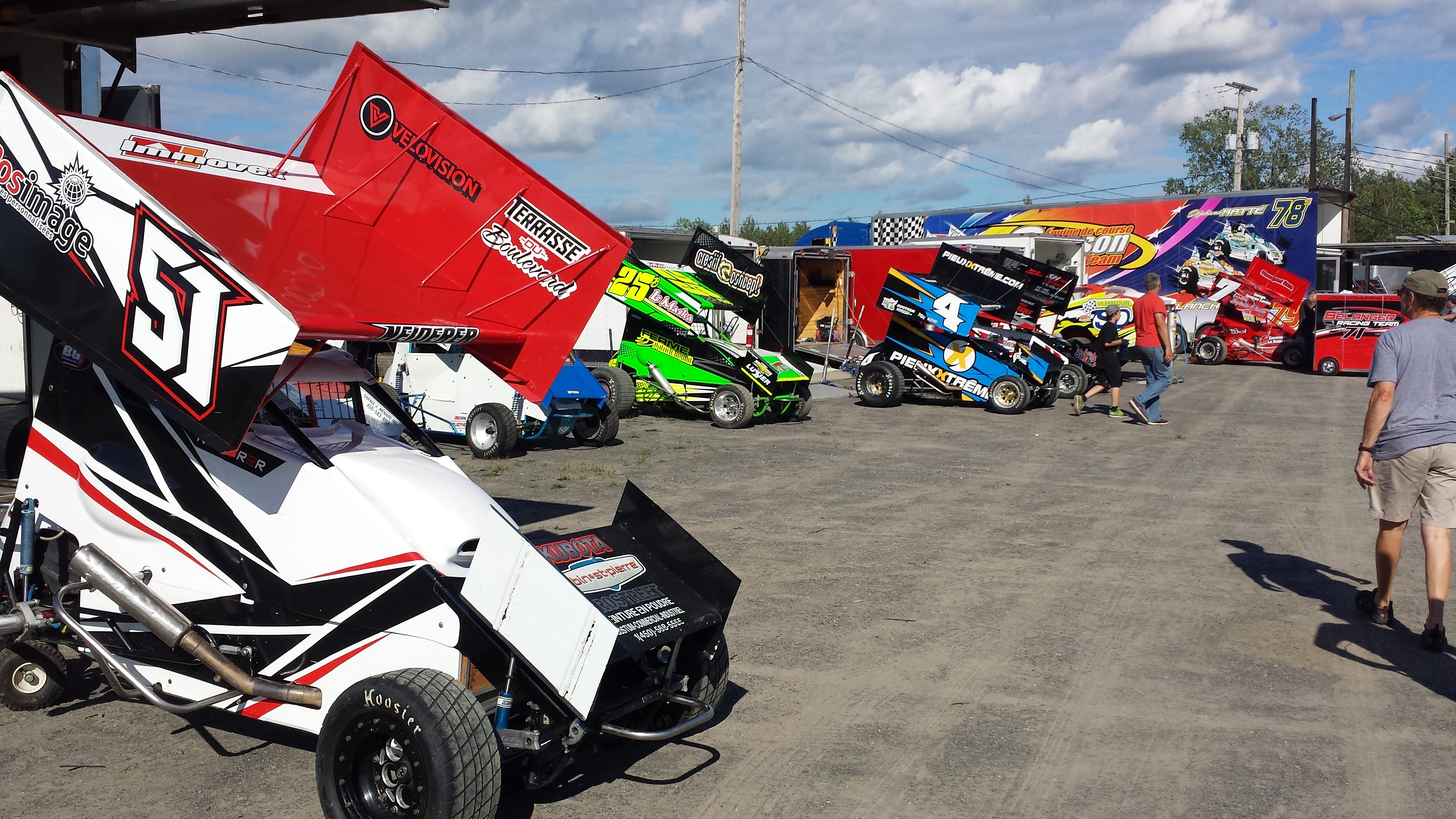
Voitures de la série québécoise Lightning Sprint

Dans l'univers de la course automobile de type stock-car, un modifié ou « Modified » en anglais, est une voiture à roues découvertes (open wheel), presque sans carrosserie et utilisant parfois des ailerons pour permettre des vitesses élevées dans les virages. Elles sont très populaires en Amérique du Nord où il existe une multitude de sanctions, de réglementations et de variations dans la construction de ces voitures.

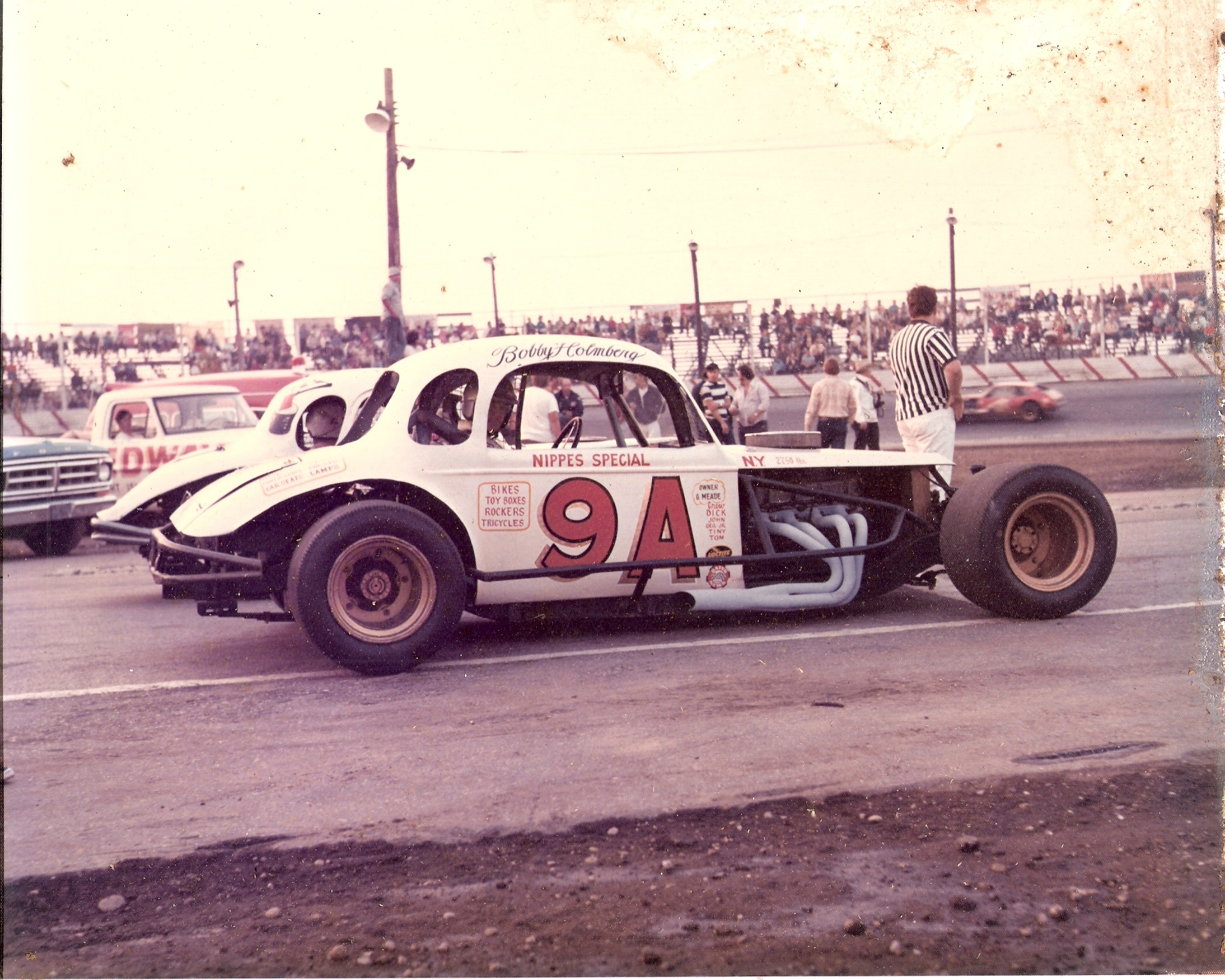
Une « Bottine »

En français, le terme « modifié » est généralement écrit au masculin. Le mot anglais « modified » est aussi très utilisé.

## Histoire
L'origine de ces voitures remonte à l'après-Deuxième Guerre mondiale. Contrairement au stock car traditionnel qui utilisait des voitures de série sans grandes modifications, les modifiés étaient, comme son nom l'indique, des voitures de tourisme grandement modifiées pour la course. Le terme est apparu lorsque des pilotes se sont mis à faire des modifications majeures sur leur voiture afin de gagner un avantage sur leurs concurrents. De nos jours, les voitures dites « modifiés » n'ont plus rien à voir avec les voitures de tourisme. Il s'agit de véritables machines construites pour la course et, dans certains cas, se rapprochant davantage des voitures Indycar que du stock-car conventionnel de type Late Model.
À l’origine, les « modifiés » étaient des « Coupé » des années 1930-1940 modifiées pour la course. Une de leurs particularités était que les ailes recouvrant les roues avant étaient enlevées pour laisser les roues à découvert. Par leur forme arrondie, ces voitures étaient communément appelées au Québec des « bottines », de par leur forme qui rappelait vaguement la forme d’une bottine. On retrouve encore ce genre de voitures aujourd’hui dans des séries « Vintages » et sont toujours très populaires auprès des amateurs.
Les modifiés modernes n’ont plus rien à voir avec ces modifiés d’antan, sauf une vague ressemblance dans certains cas.

## Principaux types de «modifiés»
Il existe de nombreux types de « modifiés », autant pour les pistes asphaltées que celles en terre battue. Les voitures et la réglementation diffèrent selon les régions, les séries ou même d’une piste à l’autre.

## NASCAR Whelen Modified et ASA Southern Modified

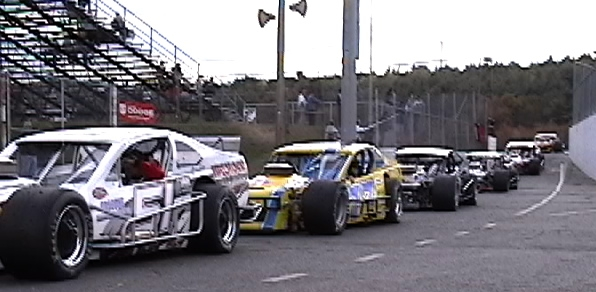
Whelen Modifieds Tour

Les séries NASCAR Whelen Modified Tour et ASA Southern Modified Tour utilisent le même type de voitures et la même réglementation, mais ne concourent pas sur les mêmes pistes.  Ces “modifiés” sont assis sur de gros pneus slicks qui sont à découvert. Les toits de ces voitures sont plus arrondis que les autres types de modifiés, leur carrosserie sont un peu écrasées et possèdent un déflecteur de huit pouces (200 mm) à l’arrière. Le pilote se trouve sur le côté gauche.
Quelques autres séries utilisent le même type de voitures avec des réglementations différentes, par exemple la Modified Racing Series (MRS) en Nouvelle-Angleterre, les populaires SK Modified de la piste Stafford Motor Speedway au Connecticut ou la série OSCAAR Mods Racing en Ontario.

## Dirt Modified

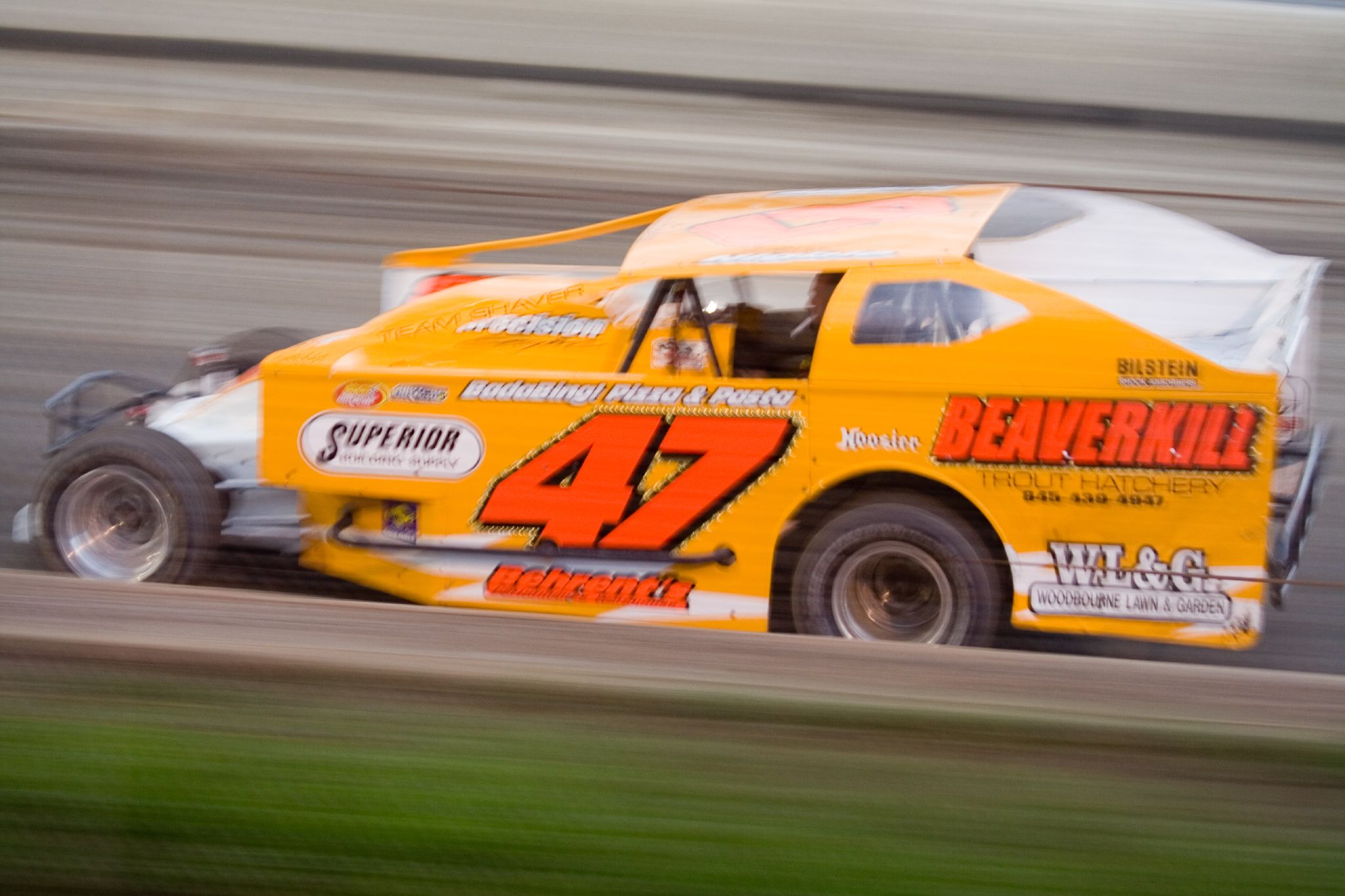
Dirt Modified

Les Dirt Modified, ou « modifiés de terre battue » sont un type de courses populaire aux États-Unis. Presque toutes les sanctions ou pistes de terre battue ont une classe de modifiés. Encore là, il existe plusieurs catégories dans ce genre de voitures et la règlementation varie passablement d’une série ou d’une piste à l’autre. Généralement, le pilote est assis au milieu de la voiture et le toit est très plat et incliné pour procurer de l’appui aérodynamique. La populaire Super DIRTcar Series qui concourent principalement dans le nord-est des États-Unis et l’est du Canada utilisent ce type de voitures. On retrouve parfois ces mêmes voitures sur des pistes asphaltées, comme c’est le cas notamment à la piste Airborne Speedway dans l’état de New York.

## SuperModified

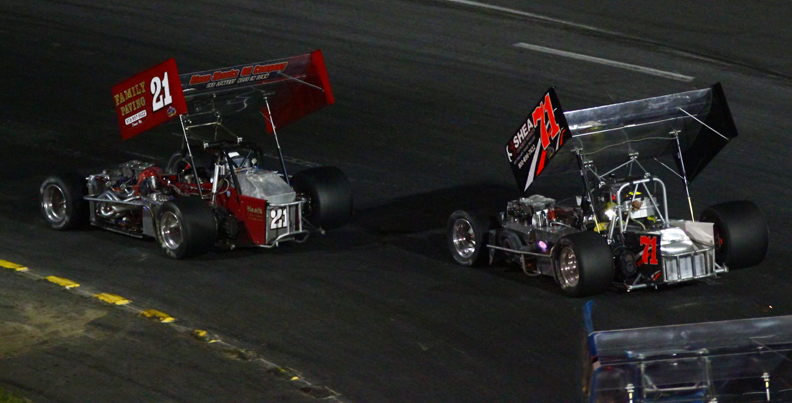
ISMA SuperModified - Photo Paul-Émile Poulin-Jacques

Les « Super modifiés » sont probablement les voitures les plus rapides à se produire sur les petits ovales de stock-car en Amérique du nord. Il s’agit de voitures surbaissées, presque sans carrosserie, qui utilisent des ailerons pour produire suffisamment d'appui pour prendre les virages à des vitesses extrêmement élevées. Le moteur est placé du côté gauche du conducteur, aussi pour aider à prendre les virages à haute vitesse. La série ISMA, qui œuvre dans le nord-est des États-Unis et l’est du Canada, est probablement la plus populaire pour ce type de « modifiés ».

## Legend Cars

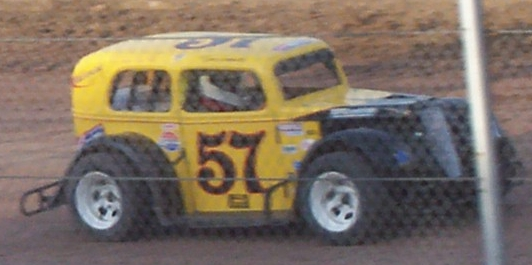
Legend Car

Les « Legend Cars » ou « Mini-Legends » sont des voitures à échelle 5/8 de « Coupé » des années 1930 et 1940, permettant le développement de jeunes pilotes à faible coût. Elles disposent d’un châssis tubulaire et utilisent des moteurs de motocyclettes de 1250 cm³.